# キティ・ホワイト
キティ・ホワイト（Kitty White、1923年7月7日 - 2009年8月11日）ことキティ・ジーン・ビルブリュー（Kitty Jean Bilbrew）は、ロサンゼルスのナイトクラブで人気を集めたアメリカのジャズ・シンガーであった。
彼女は主に西海岸でバディ・コレット、ジェラルド・ウィギンズ、チコ・ハミルトン、バド・シャンク、レッド・カレンダーとレコーディングを行った。彼女は友人でロサンゼルスのブルース作曲家ジェシー・メイ・ロビンソンのために、1953年のパティ・ペイジのヒット曲「涙のワルツ (I Went to Your Wedding)」を含む多くのデモ録音を歌った。また、映画『闇に響く声 (King Creole)』のサウンドトラックから、エルヴィス・プレスリーの「Crawfish」をソロの女性歌手としてデュエットした。

## 略歴
キティ・ジーン・ビルブリューは、1923年7月7日にカリフォルニア州ロサンゼルスで生まれた。彼女には双子の姉妹のモーディがおり、音楽一家で育った。両親のA・C・ビルブリューとラルフ・ビルブリューは歌手で、叔父は有名なヴォーデビリアンにしてディスク・ジョッキーであった。彼女は16歳で歌手とピアニストとしてキャリアをスタートさせた。彼女は、ホブ・ノブ、クラブ・ガラ、ハイグ、キャプテンズ・テーブルなど、故郷ロサンゼルスにおける地元のナイトクラブに出演した。キティがイリノイ州シカゴのブラック・オーキッドのオープンに出演したとき、マーキュリー・レコードの幹部に紹介され、マーキュリーのレコーディング・アーティストとなった。
彼女の双子の妹であるモーディ・ジャネットも、短期間、デューク・エリントンのレヴューである「Jump for Joy」で歌うなど、共に仕事をしたが、アクティブなキャリアを追求することはなかった。A・C・ビルブリューとして知られる彼女たちの母親は、1929年の映画『Hearts of Dixie』で全員黒人のコーラスを組織してパフォーマンスを行った。
A・Cは、後にDootone Recordsのために1955年の抗議曲「The Ballad of Emmett Till」を録音した。キティは、1940年代にソングライターのエディ・ホワイトと結婚することで、キャッチーなジャズにおける名前を合法的に手に入れた。彼女は1967年にカリフォルニア州パームスプリングスに移り、16年間スパ・ホテルで歌った。
ホワイトは脳卒中を患った後、86歳でパームスプリングスにて亡くなった。

## ディスコグラフィ

### リーダー・アルバム
- 『ニュー・ヴォイス・イン・ジャズ』 - A New Voice in Jazz (1955年、Emarcy)
- Kitty White (1956年、EmArcy) ※with コーキー・ヘイル（ハープ）
- 『ア・モーメント・オブ・ラヴ』 - A Moment of Love (1956年、Pacific) ※with コーキー・ヘイル（ハープ）
- Cold Fire! (1956年、EmArcy)
- Folk Songs/And Now For Your Musical Enjoyment (1957年、Mercury)
- Sweet Talk (1959年、Roulette)
- Newborn (1962年、Horizon) ※with ローリンド・アルメイダ、バディ・コレット、レッド・ミッチェル
- Kitty White (1966年、Clover)

### コンピレーション・アルバム
- A New Voice in Jazz (2007年、Fresh Sound Records) ※ファースト・アルバムの再発に『Sweet Talk』を追加
- Cold Fire! & Folk Songs (2008年、Fresh Sound Records)

### 参加アルバム
- エルヴィス・プレスリー : King Creole soundtrack album (1958年、RCA Victor) ※「Crawfish」をデュエット